# حي سيدي مبروك قسنطينة
حي سيدي مبروك هو أحد أكبر وأعرق وأجمل الأحياء في قسنطينة، يعتبر حي سيدي مبروك بقسنطينة من الأحياء التي عرفت تحوّلات جذرية في السنوات الأخيرة، وذلك مع بداية ظهور الفضاءات التجارية الكبرى، أو ما يعرف  بـ «البازارات»، فانتشار هذه المجمعات على مستوى المنطقة رافقته تغيّرات في طبيعتها العمرانية والهندسية، كما انعكس بشكل بارز على نمط الحياة في الحي الذي فقد خصوصيته كواحد من أرقى التجمعات السكنية الهادئة في قسنطينة، إذ عوّضت البنايات العمودية الزجاجية الفيلات بهندستها الكولونيالية وحدائقها التي تزيّنها أشجار الورود والليمون و اللارنج،كما أن وفرة السيولة التي يربطها البعض بنشاط تبييض الأموال ضاعف قيمة السوق العقارية بسيدي مبروك.

## موقع ومميزات
حي سيدي مبروك التابع لبلدية قسنطينة ولاية قسنطينة ؛ الذي يبعد عن قلب الولاية بحوالي الكيلومتر، المتربع على مساحة تتجاوز 180 كلم² ؛ الممتدة من حي البراشمة جنوبا إلى حي الزيادية شمال تحده أكثر من 5 احياء من مختلف الإتجاهات ( حي واد الحد، حي سطح المنصورة، حي الدقسي عبد السلام ... ) ، برغم من مساحته الكبيرة إلى أنه يحتوي على واحدة من أكبر الكثافات السكانية في الجزائر التي تقدر ب 2200 ن/كلم ؛ و هذا راجع لحدد سكانه الكبير الذي يقترب من نصف مليون نسمة. يتميز حي سيدي مبروك بانقسامه إلى قسمين يحدهما مستشفى الولادة حيث نميز فيه:

### سيدي مبروك السفلي
يتميز بتعداد سكاني ضخم ؛ احتوائه على العديد من العمرات (السيناس، بونباستور، البوسكي ...) ويحتوي كذلك على أعتق الأحياء فيغلب عليه الطابع الشعبي بعتباره أقدم من نظيره العلوي، برغم من انعدام الطبقية في الجزائر ففي كل حي تجد الغني والفقير لكن نتحدث عموما المستوى المعيشي يتراوح بين المتوسط ودون المتوسط، ونذكر ابرز الأحياء (الفرساي، رود تشاركو، البوربو ... )

### سيدي مبروك العلوي
قبلة الزوار ؛ لإحتوائه على عدد كبير من المراكز التجارية والمحلات المختلفة في أغلب المجلات ( الأكل، الثياب، مستحضرات التجميل ...) بجودة عالية وكثافة كبيرة كذلك توفر مقهي عصرية وصالات رياضية للجنسين ومساحة خضراء، جعله قبلة لكل سكان قسنطينة وما جاورها فتجد شورعه مزدحمة دائما، المستوى المعيشي يعتبر عموما فوق المتوسط لإحتوائه على أبرز العائلات الثرية وأصبح كذالك قبلة لأصحاب المال للإستقرار به بحكم المستوى المعيشي وهدوء و حسن الجورة وانتشار المرافق 
نذكر أبرز الأحياء ( حي الزهور، حي الياسمين، حي الحياة، حي المنتزه، حي السنتراكو وهو يعتبر من أنذر العمرات الموجودة في القسم العلوي من سيدي مبروك ) . 

## مرافق

### المدارس
يحتوي حي سيدي مبروك على أكثر من 20 مدرسة حكومية في الاطوار الثلاثة (الإبتدائي، المتوسط، الثانوي)
نذكر منها ( ثانوية زيغود يوسف، ابتدائية الأمير عبد القادر، متوسطة حمدي السعيد ...) بالإضافة إلى العديد من المدارس الخاصة نذكر منها ( مدرسة القلم، دار النجاح ...) 

### المساجد
يملك سيدي مبروك أكثر من 8 مسجاد متوزعة في جميع نطاقه ابرزه ( مسجد النعيم النعيمي الذي كان كنيسة ثم بعد الاستقلال أصبح مسجد، مسجد بوفامة، مسجد ابي أيوب الأنصاري ... ) 

### الحدائق
حي سيدي مبروك بحوزته 3 حدائق جميلة متواجدة في القسم السفلي وحي البوسكي وقسم العلوي التي تعتبر الأجمل والأنظف و الأكثر استقطاب للزوار تحت اسم حديقة بيروت. بالإضافة إلى العديد من المساحات الخضراء وغابتي الصنوبر الموجدة في القسم السفلي، والمستشفي التابعة له في القسم الشمالي.

### المستشفيات
يحتوي الحي على مستشفى الولادة ومستشفى الأطفال ب الإضافة إلى العيدات الثانوية والعديد من العيدات الخاصة.